# XTC (バンド)
XTC（エックス・ティー・シー）は、イングランド・ウィルトシャー州スウィンドン出身のロック・バンド。バンド名はアンディ・パートリッジが「Ecstasy」をもじったもの。
ビートルズやザ・ビーチ・ボーイズといった英米問わず、オールディーズなポップスや、サイケデリック・ロックなどからの幅広い影響をもとに、その活動を通じてポップミュージックのオルタナティヴな可能性を追求した。独特のポップセンスとこだわりに満ちたアレンジを志向しながらポップス・ロックとしてのフォーマットを損なわない大胆なアプローチは、のちのブリットポップ・ムーヴメントにも大きな影響を与えた。
日本のミュージシャンでは、P-MODEL、ムーンライダーズ、カーネーション、くるり、坂本龍一、スピッツ、L⇔R、POLYSICS、ホフディラン、People In The Box、サカナクション、カジヒデキ、Base Ball Bear、トータス松本、奥田民生、布袋寅泰、福山雅治、家主などに影響を与えている。

## 来歴
1977年10月にデビュー、1978年、当時勃興してきたパンク・ムーヴメントのなか、セックス・ピストルズを擁するヴァージン・レコードよりジョン・レッキーのプロデュースでデビュー・アルバム『ホワイト・ミュージック』を発表。評論家に高く評価され、続くアルバムも肯定的に迎えられている。
1978年のセカンドアルバム『Go2』発表後、音楽性の違いから軋轢が生じたキーボード担当のバリー・アンドリューズが脱退。その後、キーボードやストリングスのアレンジもできる旧知のギタリストであるデイヴ・グレゴリーが加入。
1979年、唯一の日本公演を行った。来日公演の前座はP-MODELやアーント・サリーが務めている。当時、まったくの無名だったが、多くの日本のマスコミが駆けつけ、ライブは大盛況となった。その後、アンディは家族旅行として、小規模な宣伝もかねて1992年に来日している。
1982年、5枚目のアルバム『イングリッシュ・セツルメント』、そこからのシングル『センシズ・ワーキング・オーバータイム』が共に初の全英トップ10ヒットとなるが、そのツアー中にアンディ・パートリッジがライブ恐怖症となり、以後は完全にライブ活動を中止。ただし、ラジオやテレビ番組でのギグは数少ないながら行っている。
1983年、続くアルバム『ママー』では、アコースティックな曲調が多く、またツアーに出ないことを不満に思っていたテリー・チェンバーズが脱退。バンドはメンバー補充はせず、以後はゲスト・ドラマーを加えてレコーディングを続けた。
1985年、アンディがジョン・レッキーとともにマリー・マーガレット・オハラのアルバム・プロデュースを担当するはずが、マリー・サイドから中途解雇されたため、その補償を求める代わりにアルバムを作る予算を出せという交渉をレコード会社と行なった。許可を得たアンディとジョンは他のメンバー（デイヴの弟であるイアン・グレゴリーを含む）と覆面サイケデリック・ロック・プロジェクト、ザ・デュークス・オブ・ストラトスフィアを組み、アルバム『25オクロック』を発表、好評を得て87年にはセカンドアルバム『ソニック・サンポット』も発表した。
1986年、ライヴによるプロモーションもせず、ヒット作が出ないことに業を煮やしたレコード会社が、ヒットを狙うべくアメリカのプロデューサーと組んでアルバム制作をすることを提案。レコード会社のリストからメンバーが唯一知っていたトッド・ラングレンを選び、『スカイラーキング』を制作。トッドとアンディの不仲やコリンの一時脱退を引き起こすなどトラブルの多いレコーディングであったが傑作との呼び声も高く、当初アルバムに収録しなかったシングルB面曲『ディア・ゴッド』がアメリカのカレッジ・チャートで火がつき、ヒットとなった。『ディア・ゴッド』はその後、急遽アルバムに追加されて再発された。
1992年、プロモーションに力を入れた前作となるアルバム『オレンジズ・アンド・レモンズ』をうけての『ノンサッチ』発表後、古巣・ヴァージンを離れ、さらに制作途中のデイヴ・グレゴリーの脱退もありながら、ストリングス/アコースティックの第一作、ギターロックの第二作からなる『アップル・ヴィーナス』二部作を発表。その後、沈黙してしまう。
2005年、長年の相棒であったコリン・モールディングが脱退し、以後はアンディ・パートリッジ（ボーカル、ギター）だけが残っている形となっているが、実質活動休止状態である（オフィシャルサイトのフォーラム上でアンディは「もう二度とXTCの新作はあり得ない」と語っている）。

## メンバー
| メンバー名             | 原語表記       | 担当                         | 生年月日と年齢         | メモ                                                                                     |
| ---------------------- | -------------- | ---------------------------- | ---------------------- | ---------------------------------------------------------------------------------------- |
| アンディ・パートリッジ | Andy Partridge | ボーカル、ギター             | 1953年11月11日（71歳） | マルタ出身。3歳の時に、両親の故郷であるイギリス、ウィルトシャー スウィンドンに移り住む。 |
| コリン・モールディング | Colin Moulding | ボーカル、ベース             | 1955年8月17日（69歳）  | スウィンドン出身 2006年11月脱退                                                          |
| テリー・チェンバーズ   | Terry Chambers | ドラムス                     | 1955年7月16日（69歳）  | スウィンドン出身 1973年から在籍、1982年9月脱退                                           |
| バリー・アンドリューズ | Barry Andrews  | ボーカル、キーボード、ピアノ | 1956年9月12日（68歳）  | 1976年から在籍、1979年1月脱退                                                            |
| デイヴ・グレゴリー     | Dave Gregory   | ギター、キーボード           | 1952年9月21日（72歳）  | スウィンドン出身 1979年3月5日加入、1998年3月脱退                                         |

## ディスコグラフィ

### スタジオ・アルバム
| タイトル                             | 原題                             | 発売日         | 全英チャート | 全米チャート | 備考                     |
| ------------------------------------ | -------------------------------- | -------------- | ------------ | ------------ | ------------------------ |
| ホワイト・ミュージック               | White Music                      | 1978年1月20日  | 38位         | -            | 旧邦題『気楽にいこうぜ』 |
| ゴー 2                               | Go 2                             | 1978年10月6日  | 21位         | -            |                          |
| ドラムス・アンド・ワイアーズ         | Drums and Wires                  | 1979年8月17日  | 34位         | 176位        |                          |
| ブラック・シー                       | Black Sea                        | 1980年9月12日  | 16位         | 41位         |                          |
| イングリッシュ・セツルメント         | English Settlement               | 1982年2月12日  | 5位          | 48位         |                          |
| ママー                               | Mummer                           | 1983年8月30日  | 51位         | 145位        |                          |
| ザ・ビッグ・エキスプレス             | The Big Express                  | 1984年10月15日 | 38位         | 181位        |                          |
| スカイラーキング                     | Skylarking                       | 1986年10月27日 | 90位         | 70位         |                          |
| オレンジズ・アンド・レモンズ         | Oranges & Lemons                 | 1989年2月27日  | 28位         | 44位         |                          |
| ノンサッチ                           | Nonsuch                          | 1992年4月27日  | 28位         | 97位         |                          |
| アップル・ヴィーナス・ヴォリューム 1 | Apple Venus Volume 1             | 1999年2月17日  | 42位         | 106位        |                          |
| ワスプ・スター                       | Wasp Star (Apple Venus Volume 2) | 2000年5月22日  | 40位         | 108位        |                          |

### EP
- 3D - EP (1977年)
- Go + (1978年) ※『ゴー 2』初回盤付属の6曲入りダブ・ミックスEP。コンピレーション『エクスプロード・トゥギャザー』で再発
- 『ライブ&モア』 - Live & More EP (198年) ※日本限定
- 5 Senses EP (1981年) ※カナダ限定
- 『デモ・トラックス』 - Demo Tracks (1992年) ※日本限定
- A Hello Selection (1994年) ※デモ4曲入りEP

### コンピレーション・アルバム
| タイトル | 発売年 | 情報 |
| --- | ------ | --- |
| 『テイク・アウェイ』 Take Away / The Lure of Salvage                                                                  | 1980   | Mr. Partridge名義。アンディのソロによるダブ・プロジェクト |
| Waxworks: Some Singles 1977-1982                                                                                      | 1982   | 「ボール・アンド・チェイン」までのシングル集 |
| 『ビーズワックス』 Beeswax: Some B-Sides 1977-1982                                                                    | 1982   | 「ボール・アンド・チェイン」までのシングルのB面曲集 |
| 『ザ・コンパクトXTC』 The Compact XTC                                                                                 | 1987   | 「ウェィク・アップ」までのシングル集 |
| 『エクスプロード・トゥギャザー』 Explode Together: The Dub Experiments 78-80                                          | 1990   | EP『Go +』と『テイク・アウェイ』のコンピレーション |
| 『ラッグ・アンド・ボーン・バフェット』 Rag and Bone Buffet: Rare Cuts and Leftovers                                   | 1990   | |
| 『BBCラジオ1 - ライヴ・イン・コンサート』 BBC Radio 1 Live in Concert                                                 | 1992   | ライブ |
| 『BBCセッションズ』 Drums and Wireless: BBC Radio Sessions 77-89                                                      | 1994   | ライブ |
| A Testimonial Dinner: The Songs of XTC                                                                                | 1995   | |
| 『シングルズ・コレクション1977-1992』 Fossil Fuel: The XTC Singles 1977-92                                            | 1996   | |
| Upsy Daisy Assortment                                                                                                 | 1997   | 『ドラムス・アンド・ワイアーズ』から『ノンサッチ』までのアルバムから |
| 『トランジスター・ブラスト - ザ・ベスト・オブ・ザ・BBC・セッションズ』 Transistor Blast: The Best of the BBC Sessions | 1998   | ライブ |
| 『ホームスパン』 Homespun                                                                                             | 1999   | 『アップル・ヴィーナス・ヴォリューム1』のデモ版 |
| 『ホームグロウン』 Homegrown                                                                                          | 2001   | 『ワスプ・スター（アップル・ヴィーナス ヴォリューム2）』のデモ版 |
| Coat of Many Cupboards                                                                                                | 2002   | |
| 『インストゥル・ヴィーナス』 Instruvenus                                                                              | 2002   | 『アップル・ヴィーナス・ヴォリューム1』のインストゥルメンタル版 |
| 『ワスプ・ストゥルメンタル』 Waspstrumental                                                                           | 2002   | 『ワスプ・スター（アップル・ヴィーナス ヴォリューム2）』のインストゥルメンタル版 |
| Apple Box | 2005   | 『アップル・ヴィーナス・ヴォリューム 1』『ワスプ・スター』『ホームスパン』『ホームグロウン』のセットと、「スパイラル」（パートリッジ）と「セイ・イット」（モールディング）のダウンロード・カード入り |

### ザ・デュークス・オブ・ ストラトスフィア
ザ・デュークス・オブ・ ストラトスフィア（変名バンド）のアルバム
| タイトル                          | 発売年 | 情報                                                |
| --------------------------------- | ------ | --------------------------------------------------- |
| 25 O'Clock                        | 1985   |                                                     |
| Psonic Psunspot                   | 1987   |                                                     |
| Chips from the Chocolate Fireball | 1987   | 『25 O'Clock』『Psonic Psunspot』のコンピレーション |

ザ・デュークス・オブ・ ストラトスフィア名義でのシングル
| タイトル                                                  | 作曲者                                    | 発売年 | 情報 |
| --------------------------------------------------------- | ----------------------------------------- | ------ | ---- |
| "The Mole From The Ministry"                              | Sir John Johns（アンディ・パートリッジ）  | 1985   |      |
| "You're The Good Man Albert Brown (Curse You Red Barrel)" | Sir John Johns                            | 1987   |      |
| "Vanishing Girl"                                          | The Red Curtain（コリン・モールディング） |        |      |

### シングル
| タイトル                                                                    | 作者                                                         | 発売年 |
| --------------------------------------------------------------------------- | ------------------------------------------------------------ | ------ |
| "Science Friction"                                                          | パートリッジ                                                 | 1977   |
| 『自由への叫び』 - "Statue of Liberty"                                      | パートリッジ                                                 | 1978   |
| "This Is Pop?"                                                              | パートリッジ                                                 | 1978   |
| "Are You Receiving Me?"                                                     | パートリッジ                                                 | 1978   |
| 『ライフ・アット・ザ・ホップ』 - "Life Begins at the Hop"                   | モールディング                                               | 1979   |
| 『がんばれナイジェル』 - "Making Plans for Nigel"                           | モールディング                                               | 1979   |
| "Ten Feet Tall"                                                             | モールディング                                               | 1980   |
| "Wait Till Your Boat Goes Down"                                             | パートリッジ                                                 | 1980   |
| "Generals and Majors"                                                       | モールディング                                               | 1980   |
| "Towers of London"                                                          | パートリッジ                                                 | 1980   |
| "Too Many Cooks in the Kitchen"                                             | モールディング                                               | 1980   |
| "Take This Town"                                                            | パートリッジ                                                 | 1980   |
| "Sgt. Rock (Is Going to Help Me)"                                           | パートリッジ                                                 | 1980   |
| "Love at First Sight"                                                       | モールディング                                               | 1981   |
| "Respectable Street"                                                        | パートリッジ                                                 | 1981   |
| "Senses Working Overtime"                                                   | パートリッジ                                                 | 1982   |
| "Ball and Chain"                                                            | モールディング                                               | 1982   |
| "No Thugs in Our House"                                                     | パートリッジ                                                 | 1982   |
| "Great Fire"                                                                | パートリッジ                                                 | 1983   |
| "Wonderland"                                                                | モールディング                                               | 1983   |
| "Love on a Farmboy's Wages"                                                 | パートリッジ                                                 | 1983   |
| 『Thanks For Christmas』 - "Thanks for Christmas" ※スリー・ワイズ・メン名義 | パートリッジ（表記はバルタザール、カスパール、メルキオール） | 1983   |
| 『僕のプリティ・ガール』 - "All You Pretty Girls"                           | パートリッジ                                                 | 1984   |
| "This World Over"                                                           | パートリッジ                                                 | 1984   |
| "Wake Up"                                                                   | モールディング                                               | 1985   |
| "The Mole from the Ministry"                                                | パートリッジ                                                 | 1985   |
| "Grass"                                                                     | モールディング                                               | 1986   |
| "The Meeting Place"                                                         | モールディング                                               | 1987   |
| "Earn Enough for Us"                                                        | パートリッジ                                                 | 1987   |
| "Dear God"                                                                  | パートリッジ                                                 | 1987   |
| "You're a Good Man Albert Brown"                                            | パートリッジ                                                 | 1987   |
| 『メイヤー・オブ・シンプルトン』 - "The Mayor of Simpleton"                 | パートリッジ                                                 | 1989   |
| 『キング・フォー・ア・デイ』 - "King for a Day"                             | モールディング                                               | 1989   |
| "The Loving"                                                                | パートリッジ                                                 | 1989   |
| 『ザ・ディスアポインテッド』 - "The Disappointed"                           | パートリッジ                                                 | 1992   |
| "The Ballad of Peter Pumpkinhead"                                           | パートリッジ                                                 | 1992   |
| "Wrapped in Grey"                                                           | パートリッジ                                                 | 1992   |
| " Easter Theatre"                                                           | パートリッジ                                                 | 1999   |
| "I'd Like That"                                                             | パートリッジ                                                 | 1999   |
| "I'm the Man Who Murdered Love"                                             | パートリッジ                                                 | 2000   |
| "Where Did the Ordinary People Go?"                                         | モールディング                                               | 2005   |

## 使用された楽曲
- 資生堂インウイ - 1983年にテレビ放映されたCMで「Frost Circus」がBGMに起用された。

## 書籍
- 『XTC チョークヒルズ・アンド・チルドレン』 - XTC - Chalkhills and Children （日本初出1993年11月、新宿書房刊、クリス・トゥーミィ (Chris Twomey)著、藤本成昌訳）※メンバー公認のXTC伝
- 『XTC ソング・ストーリーズ』 - XTC - Song Stories （日本初出2000年5月、水声社刊、XTC、ネヴィル・ファーマー (Neville Farmer)共著、藤本成昌訳）※『ワスプ・スター』を除く全アルバムの全曲解説
- 『XTC コンプリケイテッド・ゲーム アンディ・パートリッジの創作遊戯』 （日本初出2017年12月、DU BOOKS刊、アンディ・パートリッジ、トッド・バーンハート共著、太田晋訳）※楽曲にまつわるアンディ・パートリッジ・インタビュー集